# Вила дел Конте
Вила дел Конте (итал. Villa del Conte) је насеље у Италији у округу Падова, региону Венето.
Према процени из 2011. у насељу је живело 2320 становника. Насеље се налази на надморској висини од 28 м.

## Становништво
| 1931. | 1936. | 1951. | 1961. | 1971. | 1981. | 1991. | 2001. | 2011. |
| ----- | ----- | ----- | ----- | ----- | ----- | ----- | ----- | ----- |
| 4.562 | 4.548 | 4.454 | 3.676 | 3.969 | 4.469 | 4.846 | 5.030 | 5.504 |